# Scoparia basistrigalis
Scoparia basistrigalis là một loài bướm đêm thuộc họ Crambidae. Nó được tìm thấy ở châu Âu.
Sải cánh dài 20–23 mm. Con trưởng thành bay vào tháng 7 tùy theo địa điểm.
Ấu trùng ăn various mosses, such as Mnium hornum.

## Hình ảnh

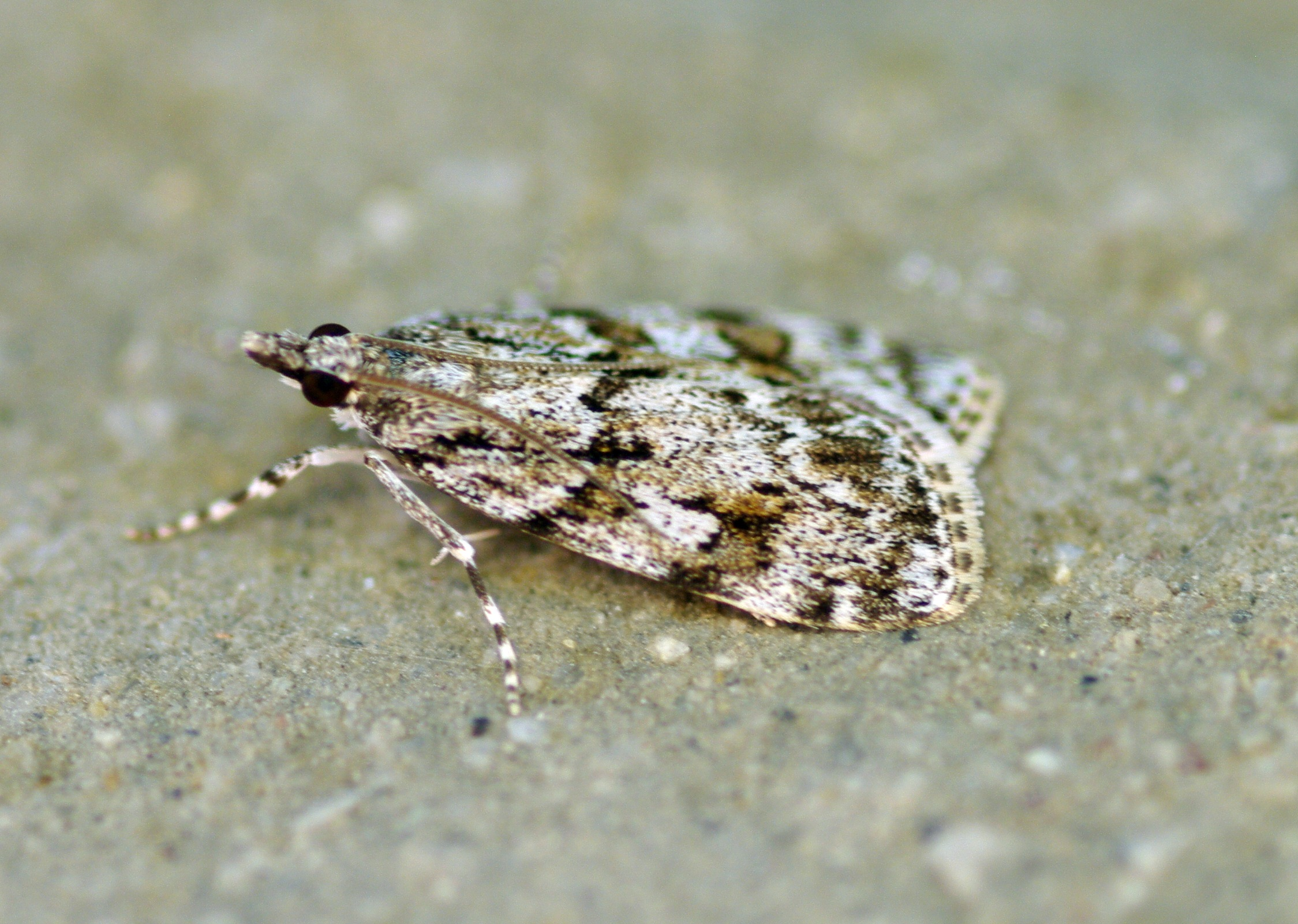